# ВМЗ-5298.02 «Сириус»
ВМЗ-5298.02 «Сириус» — российский низкопольный электробус большой вместимости для внутригородских пассажирских перевозок, производящийся с 2019 года на Вологодском механическом заводе (ВМЗ) .

## История
Электробус «Сириус» был впервые представлен в 2019 году в Петербурге, на первом международном фестивале «SPbTransportFest», а также в Москве на девятой специализированной выставке «ЭлектроТранс-2019».
Электробус создан на базе кузова троллейбуса модели 5298–01 «Авангард». Тестовая обкатка проходила в Рыбинске.
С ноября 2024 года электробусы используются на регулярных маршрутах в Петербурге.

## Описание
Электробус «Сириус» создан с учётом требований эксплуатации в современных городах — 100% низкий пол, места для маломобильных пассажиров, мультимедийные ЖК-панели и USB-зарядки для гаджетов. Используются тяговые батареи собственного производства (Литиевые / NMC), созданные на элементах последнего поколения, а также рассчитанные на эксплуатацию при рабочих значениях температуры окружающего воздуха от −40° до +40°. Накопительная площадка оборудована местом расположения инвалидной коляски с элементом её фиксации. 

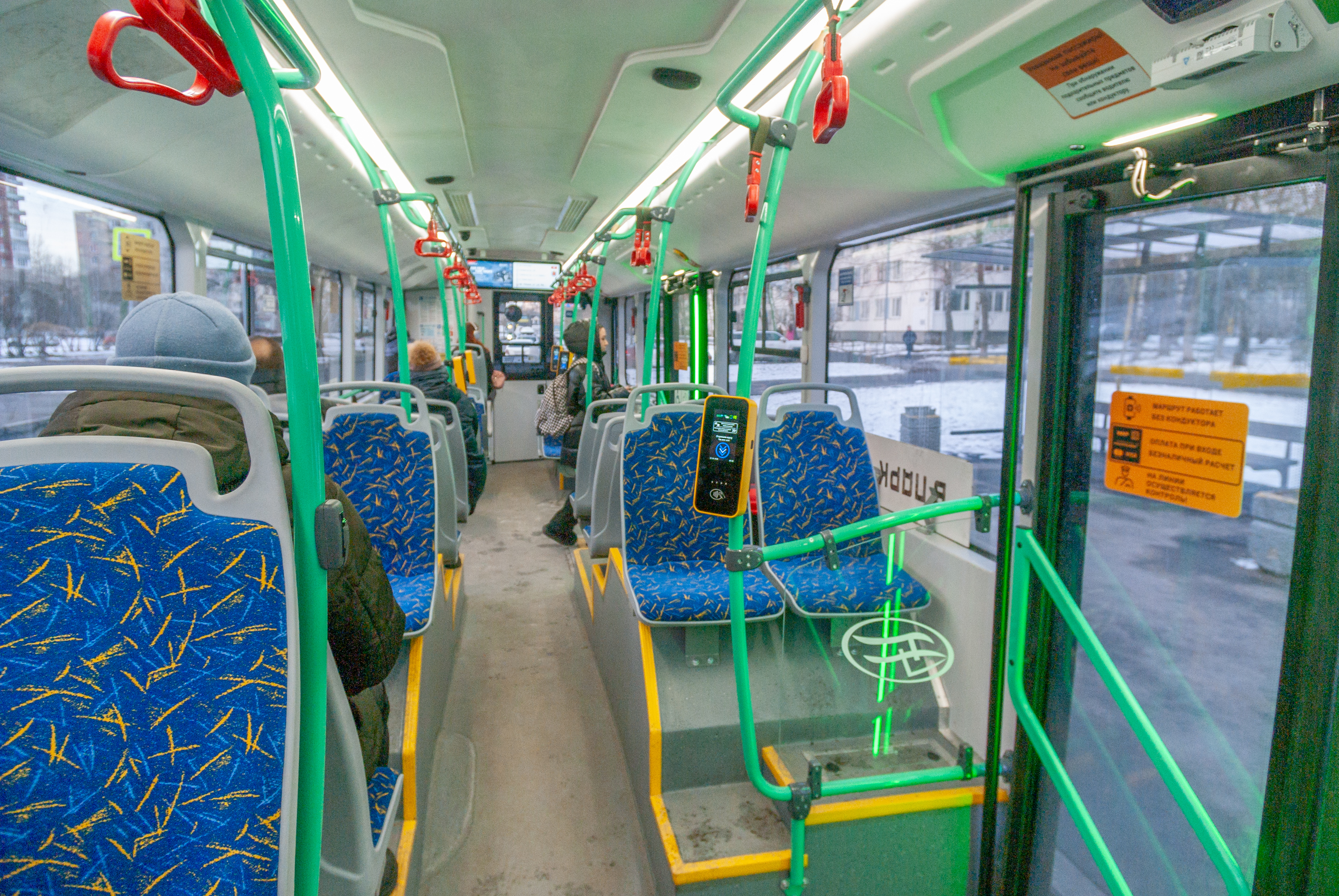
Общий вид салона

Для поддержания комфортной температуры салона и кабины водителя ТС комплектуются системой климат-контроля. Он вмещает в себя 107 человек, из них — 37 сидячих мест. Электробус имеет три двери для посадки и высадки пассажиров.

### Аккумуляторы
Электробус оснащается китайскими литий-железо-фосфатными (NMC) аккумуляторами (литий-никель-марганец-кобальтовыми) от компании China Aviation Lithium Battery Co. (CALB). Особенности аккумуляторов этого типа — возможность работы при низких температурах (до −40 °C). Пробег на одной зарядке до 240 км. Данные электробусы заряжаются в депо за ночь.

## Эксплуатация
Тестовая эксплуатация началась в 2019 году. Первый электробус был поставлен в Рыбинск 1 декабря 2019 года, второй поступил в конце декабря 2022 года. Серийный выпуск электробуса с ночной зарядкой для Санкт-Петербурга начат в 2024 год.
| Город           | Год постройки | Количество | Предприятие                 | Заводские номера |
| --------------- | ------------- | ---------- | --------------------------- | ---------------- |
| Рыбинск         | 2019 — 2021   | 2          | АО "Рыбинскэлектротранс     | 1, 505           |
| Санкт-Петербург | 2024 — н.в.   | 28         | СПб ГУП "Пассажиравтотранс" | 102—126          |